# Tsjoelman (rivier)
De Tsjoelman (Russisch: Чульман) is een 166-kilometer lange linkerzijrivier van de Timpton, gelegen in de Russische autonome republiek Jakoetië, in Oost-Siberië.
De rivier ontspringt op de noordelijke hellingen van het Stanovojgebergte in het zuidoosten van Jakoetië.
De belangrijkste zijrivieren zijn de Kabakta (68 km), Maly Tsjoelman (48 km) aan linkerzijde en de Berkakit (48 km) aan rechterzijde. In het stroomgebied van de rivier bevinden zich ongeveer 60 meren. De rivier is bevroren van midden oktober tot de eerste helft van mei. Aan de rivier ligt de gelijknamige stedelijke plaats Tsjoelman, die aan de Amoer-Jakoetsk spoorlijn ligt en waar steenkool, graniet en edelstenen worden gewonnen. Ook bevindt zich er een stuwdam en waterkrachtcentrale.